# Cazuar
Cazuarul (Casuarius) face parte din grupa păsărilor mari alergătoare, care nu pot să zboare, din familia Casuariidae. Este originară din pădurile tropicale din Noua Guinee (Papua Noua Guinee și Indonezia), Insulele Aru și nord-estul Australiei.
În prezent există trei specii: cel mai frecvent, cazuarul sudic, este al treilea ca înălțime și al doilea ca greutate dintre toate păsările care trăiesc în prezent, fiind mai scund decât struțul și pasărea emu. Celelalte două specii sunt reprezentate de cazuarul nordic și cazuarul pitic. O a patra specie, dar dispărută, este reprezentată de cazuarul pigmeu.
Cazuarii se hrănesc în principal cu fructe, deși toate speciile sunt cu adevărat omnivore și se hrănesc cu o serie de alte alimente vegetale, inclusiv lăstari și semințe de iarbă, pe lângă ciuperci, nevertebrate și vertebrate mici. Cazuarii sunt foarte prudenți față de oameni, dar dacă sunt provocate, sunt capabile să provoace răni grave, chiar fatale, atât câinilor, cât și oamenilor. Cazuarul a fost adesea etichetat „cea mai periculoasă pasăre din lume”.

## Caracteristici
Cazuarii au pe cap o creastă cornoasă ca un coif, prin care se deosebesc ușor de alte păsări alergătoare. Funcția acestei creste n-a fost până în prezent elucidată, se presupune că ar juca un rol de protecție al craniului când pasărea aleargă prin pădure sau servește la îndepărtarea stratului superficial de pământ în căutarea hranei, iar mărimea crestei ar preciza rangul ocupat în ierarhia grupului de păsări. Capul cazuarului este lipsit de pene, la două specii și gâtul este lipsit de pene, la aceste două specii pielea capului și gâtului sunt cutate și de culoare albăstruie-roșiatică. Culoarea pielii se poate schimba după starea nervoasă a păsării. Culoarea penajului este peste tot neagră, lipsind coada stufoasă ca la ceilalți struți, aripile sunt atrofiate. Picioarele păsării sunt deosebit de puternice, având trei degete (Tridactylie), ceea ce le permite să atingă o viteză de 50 km/h. Degetele sunt prevăzute cu gheare puternice ce ating o lungime de 10 cm, acestea pot deveni arme periculoase. Un cazuar adult poate atinge o înălțime de 1,70 m și o greutate de peste 60 kg. Nu există un dimorfism sexual, femele fiind puțin mai mari și au creasta de un colorit mai viu ca masculii.Este o pasăre mare nezburătoare specifică pădurii tropicale australiene.Joacă un rol crucial în împrăștierea semințelor a 150 de specii de plante forestiere, dar restrângerea habitatului sau și accidentele rutiere au condus la diminuarea drastică a numărului de exemplare ale acestei specii.

## Specii
| Imagine     | Denumire științifică       | Nume comun    | Distribuție                                                                             |
| ----------- | -------------------------- | ------------- | --------------------------------------------------------------------------------------- |
|             | Casuarius casuarius        | Cazuar sudic  | sudul Noii Guinee, nord-estul Australiei și insulele Aru, în principal în zonele joase. |
|             | Casuarius unappendiculatus | Cazuar nordic | Nordul și vestul Noii Guinee și Yapen, în principal în zonele joase.                    |
|             | Casuarius bennetti         | Cazuar pitic  | Noua Guinee, Noua Britanie și Yapen, în principal în zonele înalte                      |
| (Extinct) † | Casuarius lydekkeri        | Cazuar pigmeu | Fosile pleistocene din New South Wales și Papua Noua Guinee.                            |